# Yu Wenge
Yu Wenge, född 18 mars 1966, är en friidrottare från Kina. Han deltog vid olympiska sommarspelen 1992.